# Ardea humbloti
La garza malgache (Ardea humbloti) es una especie de ave pelecaniforme de la familia Ardeidae que está en peligro de extinción. Sólo se encuentra en Madagascar, en la isla Mayotte y en las islas Comores.